# Tratado Coisliniano
Tratado Coislianiano é um texto anônimo anteriormente datado do século IX, mas hoje consensualmente entendido como sendo do VI, que traz um epítome dos conteúdos do Livro II da Poética de Aristóteles. Seu nome provém do manuscrito n. 120 da coleção Colsin na Biblioteca Nacional de Paris.